# Стінсон-Біч (Каліфорнія)
Стінсон-Біч (англ. Stinson Beach) — переписна місцевість (CDP) в США, в окрузі Марін штату Каліфорнія. Населення — 541 особа (2020).

## Географія
Стінсон-Біч розташований за координатами 37°54′30″ пн. ш. 122°38′35″ зх. д. / 37.90833° пн. ш. 122.64306° зх. д. (37.908466, -122.643003).  За даними Бюро перепису населення США в 2010 році переписна місцевість мала площу 3,78 км², з яких 3,73 км² — суходіл та 0,05 км² — водойми.

## Демографія
Згідно з переписом 2010 року, у переписній місцевості мешкали 632 особи в 339 домогосподарствах у складі 158 родин. Густота населення становила 167 осіб/км².  Було 773 помешкання (205/км²).
Расовий склад населення:
| - 92,1 % — білих - 2,2 % — азіатів - 1,3 % — корінних американців - 0,5 % — чорних або афроамериканців - 0,2 % — вихідців з тихоокеанських островів - 1,4 % — осіб інших рас |

До двох чи більше рас належало 2,4 %. Частка іспаномовних становила 5,2 % від усіх жителів.
За віковим діапазоном населення розподілялося таким чином: 12,0 % — особи молодші 18 років, 66,6 % — особи у віці 18—64 років, 21,4 % — особи у віці 65 років та старші. Медіана віку мешканця становила 54,4 року. На 100 осіб жіночої статі у переписній місцевості припадало 94,5 чоловіків;  на 100 жінок у віці від 18 років та старших — 95,1 чоловіків також старших 18 років.
Середній дохід на одне домашнє господарство  становив 134 570 доларів США (медіана — 108 750), а середній дохід на одну сім'ю — 176 979 доларів (медіана — 123 056). За межею бідності перебувало 3,5 % осіб, у тому числі 0,0 % дітей у віці до 18 років та 0,0 % осіб у віці 65 років та старших.
Цивільне працевлаштоване населення становило 270 осіб. Основні галузі зайнятості: науковці, спеціалісти, менеджери — 54,4 %, освіта, охорона здоров'я та соціальна допомога — 32,2 %, фінанси, страхування та нерухомість — 6,7 %, мистецтво, розваги та відпочинок — 3,0 %.